# M是μ'sic的M
《M是μ'sic的M》（日语：ミはμ'sicのミ）是讀者參與企劃「Love Live! 大家創作的μ's的歌」（ラブライブ！みんなで作るμ'sの歌）的合作單曲。作為μ's的單曲於2015年4月22日由Lantis發售。

## 概要
前作《Shangri-La Shower》以來時隔約6個月後的新作單曲。收錄了基於由電擊G's magazine募集的「大家創作的μ's的歌」（みんなで作るμ'sの歌）的意見作成的樂曲。2015年3月27日樂曲詳情和試聽動畫公開。
標題曲的作詞基於經讀者投票採用的4個主題。

## 榜單成績
4月21日公布的Oricon日榜中排名第7，22日公布時排名第5，24日第4。5月4日公布的Oricon週榜中以初動3.3万枚獲週第5名。達成《No brand girls/START:DASH!!》以來連續10作登上TOP5。

## 收錄曲
全作詞：畑亞貴
- CD

1. （M是μ'sic的M）
  - 作曲、編曲：高田曉（日语：高田暁）
2. Super LOVE=Super LIVE!
  - 作曲、編曲：河田貴央
3. (Off Vocal)
4. Super LOVE=Super LIVE! (Off Vocal)

## 外部連結
- Lantis上的介紹頁（页面存档备份，存于）（日語）
- Lantis YouTube頻道的影片
  - YouTube上的